# Roger Lapébie
Roger Lapébie, all'anagrafe Henri Fernand Lapébie (Bayonne, 16 gennaio 1911 – Pessac, 11 ottobre 1996), è stato un ciclista su strada e pistard francese.
Professionista tra il 1932 ed il 1946, vinse una edizione del Tour de France. Era padre di  Christian Lapébie, fratello di Guy Lapébie e zio di Serge Lapébie.

## Palmarès

### Strada
- 1932 (La Française - Dunlop, quattro vittorie)

5ª tappa Grand Prix Wolber (Parigi > Parigi)
6ª tappa Grand Prix Wolber (Parigi > Parigi)
12ª tappa Tour de France (Gap > Grenoble)
Grand Prix Huet
- 1933 (La Française - Dunlop, dodici vittorie)

Campionati francesi, Prova in linea
Paris-Angers
1ª tappa Paris-Saint Etienne (Parigi > Nevers)
Classifica generale Paris-Saint Etienne
1ª tappa Circuit du Morbihan (Lorient > Quimper)
Classifica generale Circuit du Morbihan
1ª tappa Grand Prix de "L'Echo d'Alger" (Algeri > Algeri)
2ª tappa Grand Prix de "L'Echo d'Alger" (Algeri > Algeri)
Classifica generale Grand Prix de "L'Echo d'Alger"
Grand Prix Gillon
1ª tappa Grand Prix Wolber (Parigi > Auxerre)
2ª tappa Grand Prix Wolber (Auxerre > Clermont-Ferrand)
- 1934 (La Française - Dunlop, undici vittorie)

Critérium National
1ª tappa Paris-Saint Etienne (Parigi > Nevers)
Classifica generale Paris-Saint Etienne
Paris-Vichy
2ª tappa Paris-Nice (Nevers > Lione)
5ª tappa, 2ª semitappa Paris-Nice (Cannes > Nizza)
3ª tappa Tour de France (Charleville > Metz)
4ª tappa Tour de France (Metz > Belfort)
12ª tappa Tour de France (Cannes > Marsiglia)
14ª tappa Tour de France (Montpellier > Perpignan)
15ª tappa Tour de France (Perpignan > Ax-les-Thermes)
- 1935 (La Française - Dunlop, due vittorie)

1ª tappa Paris-Saint Etienne (Parigi > Nevers)
Classifica generale Paris-Saint Etienne
- 1936 (La Française - Dunlop, una vittoria)

Grand Prix de Vichy
- 1937 (Mercier - Hutchinson, sette vittorie)

Classifica generale Paris-Nice
Critérium National
9ª tappa Tour de France (Briançon > Digne)
17ª tappa, 3ª semitappa Tour de France (Saintes > La Rochelle)
18ª tappa, 1ª semitappa Tour de France (La Rochelle > La Roche-sur-Yon)
Classifica generale Tour de France
2ª tappa Paris-Saint Etienne (Nevers > Saint Etienne)
- 1938 (R. Lapébie-Hutchinson, due vittorie)

Paris-Sedan
Grand Prix Aerts-Sérès (con Emile Ignat)
- 1939 (R. Lapébie - Hutchinson, una vittoria)

1ª tappa Paris-Nice (Parigi > Nevers)

### Pista
- 1935

Sei giorni di Parigi #2 (con Maurice Archambaud)

## Piazzamenti

### Grandi Giri
- Tour de France

1932: 23º
1933: 29º
1934: 3º
1935: ritirato (12ª tappa)
1937: vincitore

### Classiche monumento
- Parigi-Roubaix

1933: 24º
1934: squalificato
1935: 37º
1937: 20º
1939: 3º

### Competizioni mondiali
- Campionati del mondo

Montlhéry 1933 - In linea: ritirato
Lipsia 1934 - In linea: ritirato